# Wells (Minnesota)
Wells is een plaats (city) in de Amerikaanse staat Minnesota, en valt bestuurlijk gezien onder Faribault County.

## Demografie
Bij de volkstelling in 2000 werd het aantal inwoners vastgesteld op 2494.
In 2006 is het aantal inwoners door het United States Census Bureau geschat op 2462, een daling van 32 (-1,3%).

## Geografie
Volgens het United States Census Bureau beslaat de plaats een oppervlakte van
3,5 km², geheel bestaande uit land. Wells ligt op ongeveer 361 m boven zeeniveau.

## Plaatsen in de nabije omgeving
De onderstaande figuur toont nabijgelegen plaatsen in een straal van 16 km rond Wells.